# Forest's Beauty (pera)
Forest's Beauty (en España: 'Bella del bosque') es una variedad antigua cultivar de pera europea Pyrus communis. Esta pera fue encontrada en un bosque cerca de Alosto, Flandes Oriental (Bélgica). Las frutas tienen una pulpa de color amarillento, muy suave, jugosa y dulce. La pera es rica en azúcar y sabrosa.

## Sinonimia
- "Bella del Bosque" en España,[5][6][4]
- "Belle de Flandres" en Francia,
- "Alexandrina",
- "Flemish Beauty".

## Historia
La variedad de pera 'Forest's Beauty' es una pera de mesa. Procede de una plántula encontrada por Chatillion en un bosque de la proximidad de "Alosto" en Flandes Oriental, a principios del siglo XIX.
La pera 'Forest's Beauty' se extendió desde Bélgica a todos los países de Europa e incluso a Asia. La variedad ha sido renombrada muchas veces, por lo que puede encontrar nombres como 'Forest Pear', 'Alexandrina', 'Flemish Beauty'.
'Forest's Beauty' es el Parental-Padre de la variedades cultivares de pera:
- Chizhovskaya[7]

## Características
Los árboles 'Forest's Beauty' crecen muy rápido, con 10-12 años, dejan de crecer, alcanzando una altura de 5-6 m (media-alta); árbol robusto, con una copa ancha en forma de pirámide y ramas gruesas; hojas de color verde intenso; la floración comienza pasadas dos semanas de abril, son de tamaño pequeño de color rosa pálido, pueden soportar cambios bruscos de temperatura y frío, a mediados de mayo, el ovario generalmente ya está formado.
La fruta es de tamaño mediano; forma ovalada (más ovoide) simétrica, su peso oscila entre los 120 y los 150 gramos, pero en condiciones adecuadas pueden llegar a los 250 gramos; piel fina, pero muy densa, por lo que las peras toleran bien el transporte; color de fondo amarillo dorado, a menudo hay manchas de ruginoso-"russeting", en la zona expuesta al sol de la fruta, se forma un sobre color de rubor rosado. La pera 'Forest's Beauty' tiene pulpa de color amarillento, muy suave, jugosa y dulce. Tiene un sabor rico pero delicado y un aroma pronunciado.
La variedad es de maduración temprana (verano), los frutos maduran en la segunda década de agosto. El rendimiento depende de las condiciones climáticas, en los veranos calurosos hay mucha menos fruta que en los fríos. Maduran demasiado, y se degradan con bastante rapidez, por lo que se recomienda recolectarlas una semana antes de que estén completamente maduras y procesarlas lo antes posible. La vida útil de las frutas se almacenan hasta por dos meses.
La variedad 'Forest's Beauty' es autofértil. Pero para aumentar los rendimientos, se recomienda utilizar árboles polinizadores, que incluyen las variedades 'Bessemyanka' y 'Limonka'. Los primeros frutos de una planta joven se cosechan ya en el tercer o cuarto año de vida.